# Phosphorbromiddifluorid
Phosphorbromiddifluorid ist ein gemischtes Halogenid des Phosphors.

## Herstellung
Durch Reaktion von Dimethylamin mit einem geringen Überschuss an Phosphortrichlorid ist Dimethylaminophosphordichlorid erhältlich, welches durch Reaktion mit Natriumfluorid oder Antimontrifluorid in Dimethylaminophosphordifluorid umgewandelt werden kann. Dieses kann wiederum mit Bromwasserstoff in Phosphorbromiddifluorid überführt werden.

## Reaktionen
Bei der Reaktion von Phosphorbromiddifluorid mit Hexafluoraceton in Gegenwart von Natriumcyanid bildet sich ein Ester des entsprechenden Cyanhydrins mit einer P-O-Bindung. Auch die direkte Addition von Phosphorbromiddifluorid an Hexafluoraceton ist möglich, wobei ebenfalls eine P-O-Bindung ausgebildet wird. Mit diversen Phosphinen wie Dimethyl(trimethylsilyl)phosphin, Tris(trimethylsilyl)phosphin, Tris(trimethylstannyl)phosphin und Tris(tributylstannyl)phosphin ergibt kurzlebige Produkte mit einer P-P-Bindung.